# Stânca (okręg Suczawa)
Stânca – wieś w Rumunii, w okręgu Suczawa, w gminie Zvoriștea. W 2011 roku liczyła 605 mieszkańców. 